# Bairro do Aleixo
O Bairro do Aleixo foi um bairro portuense de habitação social pertencente à freguesia de Lordelo do Ouro.
Era considerado o bairro mais perigoso e mais estigmatizado da cidade do Porto, visto que era um dos principais centros de consumo e tráfico de droga daquela cidade.[carece de fontes?] Era composto por cinco edifícios, vulgarmente chamados de torres, devido à sua elevada altura comparativamente a outros bairros, cada um com treze andares, correspondendo a 320 casas. A grande maioria das pessoas que lá moravam eram oriundas da Ribeira do Porto.
Tendo a sua inauguração feita a 13 de abril de 1974, sendo que apenas existia a primeira torre, a segunda torre foi "tomada de assalto" cerca um ano e meio depois sem se encontrar completa.
A sua localização tinha como referência o Lordelo do Ouro, o Clube Fluvial Portuense, a Cantareira, a Junta de Freguesia local e a zona da Arrábida.
O então presidente da Câmara do Porto, Rui Rio preconizou na campanha eleitoral para o mandato 2009-2013 a demolição do bairro por considerar ser a melhor forma de acabar com os problemas de tráfico e consumo de droga naquele bairro, bem como as más condições de conservação dos edifícios. Depois de um braço de ferro com os moradores, o tribunal acabaria por dar razão a Rui Rio. A demolição do bairro começou a ter lugar no dia 16 de dezembro de 2011 por volta das 11.45 min. com a implosão de uma das torres (denominada torre 5). A 12 de abril de 2013, pelas 11:14m foi implodida outra torre (denominada de torre 4). Os habitantes das referida torres foram transferidos para outros bairros. Com o bairro já demolido, no seu local será desenvolvido um projecto imobiliário pelo consórcio Invesurb, conhecido como o Fundo Imobiliário do Bairro do Aleixo, constituído pela Mota-Engil (27%), o empresário António Oliveira (27%), Câmara Municipal do Porto (22%) e duas sociedades do Grupo Espírito Santo (em insolvência), Rioforte e a Cimenta (24%). A construção apenas poderá começar após o realojamento de todos os moradores do Bairro do Aleixo.